# Хладна планина (филм)
Хладна планина (енгл. Cold Mountain) је амерички филм из 2003. Прича је смештена у време Америчког грађанског рата. Војник Инман дезертира из војске Конфедерације, како би био са својом девојком Ејдом Монро. 
Филм је био велики биоскопски хит и донео је зараду више него дупло већу од новца утрошеног на снимање. Имао је чак седам номинација за Оскара. Рене Зелвегер је добила Оскар за најбољу споредну глумицу.

## Главне улоге
| Глумац             | Улога      |
| ------------------ | ---------- |
| Џуд Ло             | Инман      |
| Никол Кидман       | Ејда Монро |
| Рене Зелвегер      | Руби       |
| Филип Симор Хофман | Веси       |
| Натали Портман     | Сара       |